# Lamlash
Lamlash is een dorp op het eiland Arran in Schotland. Gelegen aan de oostkust van het eiland, is het ook de grootste nederzetting met 1.100 inwoners (2022).